# اینگو رادماخر
اینگو رادِماخر (آلمانی: Ingo Rademacher؛ زادهٔ ۲۲ آوریل ۱۹۷۱) بازیگر آلمانی-استرالیایی است. وی از سال ۱۹۹۳ میلادی تاکنون مشغول فعالیت بوده‌است.
از فیلم‌ها یا برنامه‌های تلویزیونی که وی در آن نقش داشته‌است، می‌توان به الکس کراس، همتا، به گفته جیم، هاوایی فایو-زیرو و جسور و زیبا اشاره کرد.